# Johan Ballegeer
Johan Ballegeer (Lissewege, 9 maart 1927 – aldaar, 1 januari 2006) was een Vlaams historicus en jeugdschrijver.

## Biografie
Johan Ballegeer werd als zoon van een fabrieksarbeider geboren en trouwde met Anna Van Hulle. Hij kreeg drie dochters, vijf kleindochters en één kleinzoon. Hij studeerde eind 1949 af aan de Normaalschool (toen nog het Sint-Jozefsgesticht) te Torhout en kon, na een jaar militaire dienst, in 1950 beginnen als leraar aan het Sint-Lodewijkscollege in Brugge. Hij stichtte het Heemkundig Museum Sincfala te Knokke-Heist en werd er conservator en ereconservator van. Dankzij zijn belangstelling voor geschiedenis en volkskunde ging hij verhalen schrijven met historische en heemkundige inslag. Vooral de studie van zijn eigen streek (het West-Vlaamse polderland aan de zee) hield zijn belangstelling gaande. Zo werd hij hoofdredacteur van het heemkundig tijdschrift Rond de Poldertorens, uitgegeven door de Geschied- en Heemkundige Kring Sint-Guthago. Ook zijn jeugdboeken zijn vaak op de plaatselijke geschiedenis van zijn streek geënt. Heel wat van zijn boeken vertellen over het harde leven op zee.
"Geschiedenis is een leerschool voor het leven", vond Ballegeer. "Door het verleden is het heden beter te begrijpen." Het schrijven van historische verhalen vraagt heel wat opzoekingswerk, maar dat had hij er graag voor over. Meestal schreef hij over gewone mensen, vissers en arme, noeste werkers uit de West-Vlaamse kuststreek. Niet zelden is de hoofdfiguur een meisje (Marjanne, Céline, Barbe …). Maar ook beroemde figuren die ons door hun manier van leven wat te leren hebben, werden door hem in beeld gebracht (Colombus, Damiaan, Memling …). Ballegeer maakt hen tot gewone mensen van vlees en bloed door het inlassen van bekende en minder bekende anekdotes uit hun leven.
Hij publiceerde bijna honderd jeugdboeken, romans, heemkundige en toeristische bijdragen. Voor zijn jeugdboek Geen meiden aan boord, een verhaal over een meisje dat als jongen verkleed aanmonstert op een IJslandvaarder, kreeg hij in 1989 de Staatsprijs voor Jeugdliteratuur. Zijn meest recente werken, De tocht van Bette Reis en Vlucht naar Perzië kenden niet meer het succes van voorheen.

## Vrijmetselarij
Ballegeer werd in de jaren negentien tachtig lid van de vrijmetselaarsloge 'Acacia' (Kortrijk) bij de Reguliere Grootloge van België. Na enkele jaren vertrok hij naar een loge van de Grootloge van België en nog wat later naar een loge van het Belgisch Grootoosten, beide in Brugge.
Hij publiceerde een paar boeken over de vrijmetselarij in Brugge. Het waren:
- Stadhuis Brugge. Vrijmetselaarsmotieven, schoonheid en mysterie in de Brugse gotiek (1987)
- Het Oosten Brugge (2000)

## Publicaties jeugdliteratuur
- 1966 - Van een wonder beeld (Verbeke)
- 1968 - Allen die het zwaard grijpen (Van In)
- 1967 - De scheepsjongens van de Keyserinne (Standaard Uitgeverij)
- 1969 - Het geheim van de gescheurde frietzak (Van In)
- 1969 - Carausius (Standaard Uitgeverij)
- 1970 - De ridders van de groene tente (Nederlandse Boekhandel)
- 1972 - Barbele slaet den trommele (Standaard Uitgeverij)
- 1972 - Beertje van de Loge (Raaklijn)
- 1973 - De Marulle van Kris de Langhe (Standaard Uitgeverij)
- 1974 - Judith (Standaard Uitgeverij)
- 1975 - Jan zonder Vrees in het graf van de hertog (Opdebeeck)
- 1977 - De kinderen van de regenboog (Altiora Averbode)
- 1977 - Immortellen voor Blanquina (C. de Vries - Brouwers) Roman over Juan Luis Vives
- 1978 - David (Standaard Uitgeverij)
- 1978 - Borke uit de Tajga (Altiora Averbode)
- 1980 - Mompeltje (Standaard Uitgeverij)
- 1981 - Sjalom, zei Columbus (Standaard Uitgeverij)
- 1981 - De H77 is gebleven (Standaard Uitgeverij)
- 1984 - Honderd Brugsche legenden (Raaklijn)
- 1986 - Geen meiden aan boord (Altiora Averbode)
- 1987 - Om het land te beschermen (Altiora Averbode)
- 1988 - Natte sporen op de trap (Altiora Averbode)
- 1988 - Celines grote oorlog (Altiora Averbode)
- 1989 - Damiaan-Kamiano is liefde (Altiora Averbode)
- 1989 - Maria van Brabant (De Sikkel)
- 1990 - Lien gaat naar Amerika (Altiora Averbode)
- 1990 - We trouwen als de keizer komt (Altiora Averbode)
- 1991 - Een eiland zoeken (Altiora Averbode)
- 1991 - Princesa (Altiora Averbode)
- 1992 - De vijf jaargetijden (Mango)
- 1992 - Een vrouw is een bos (Mango)
- 1992 - Het eerste litteken (Altiora Averbode)
- 1993 - Op een wit paard (Altiora Averbode)
- 1994 - Prinses van de wind (Holland-Harlem)
- 1994 - Geen tijd te verliezen (De Koofschep)
- 1995 - Anne in de theepot (De Koofschep)
- 1995 - Het meisje Woeps (De Koofschep)
- 1996 - Tingis en haar witte wolf (Deltas)
- 1997 - Het spook van dinsdagavond (Houtekiet)
- 1997 - Het geheim van de drenkeling (Deltas)
- 1999 - Barbe wil geen rapier (Facet)
- 2001 - Vlucht naar Perzië (Aqua/Fortis)
- 2001 - Tamarah wil ook mee (Bakermat)
- 2001 - De tocht van Bette Reis (Aqua/Fortis)

## Vertaalde Publicaties
- 1990 - Kein Mädchen an Bord! (Anrich)
- 1993 - Kaperkapitän Jan Bart (Anrich)

## Andere publicaties
- De visserij langs Vlaanderens kust in oude prentkaarten (1976)
- Langs Brugse beelden (1976)
- De Zwinstreek in oude prentkaarten (1977)
- Knokke in oude prentkaarten deel 2 (1977)
- Heist in oude prentkaarten deel 2 (1977)
- Dorpen achter de Gentele in oude prentkaarten (1977)
- Kastelen in het Brugse in oude prentkaarten (1977)
- Melkmeisjes en hondekarren in oude prentkaarten (1977)
- Vlas, kant en spellewerksters in oude prentkaarten (1977)
- Binnenscheepvaart in Vlaanderen in oude prentkaarten (1978)
- Lissewege in oude prentkaarten (1978)
- Tussen Noord-Ee en Noordzee in oude prentkaarten (1978)
- Zeebrugge in oude prentkaarten (1978)
- Spokerijen in het Brugse Vrije (1979)
- De visserij langs de Frans-Vlaamse kust in oude prentkaarten (1979)
- Dudzele in oude prentkaarten (1981)
- De Haan in oude prentkaarten (1982)
- Gids voor oud Brugge (1983)
- Gids voor de Zwinstreek (1984)
- De kerk van Lissewege, de Tempeliers, de Compagnons (1985)
- Archiefbeelde Knokke-Heist (2003)
- Kroniek van Lissewege of Teloorgang van een agrarisch dorp (2004)

## Prijzen en onderscheidingen
- 1967 - Prijs van de provincie West-Vlaanderen
- 1975 - Prijs van de provincie West-Vlaanderen
- 1981 - Prijs van de provincie West-Vlaanderen
- 1987 - Kinder- en Jeugdjury Vlaanderen voor Geen meiden aan boord
- 1987 - Jacob van Maerlantprijs voor Geen meiden aan boord
- 1987 - Boekenleeuw voor Geen meiden aan boord
- 1988 - Kinder- en Jeugdjury Limburg voor Geen meiden aan boord
- 1989 - Kinder- en Jeugdjury Vlaanderen voor Celines grote oorlog
- 1989 - Staatsprijs voor Jeugdliteratuur voor Geen meiden aan boord
- 1991 - Kinder- en Jeugdjury Vlaanderen voor Lien gaat naar Amerika
- 1997 - Ridder in de Leopoldsorde